# Сётокан

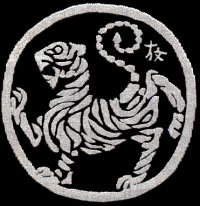
Эмблема стиля: тигр

Сётока́н (яп. 松濤館 сё: то: кан , буквально, «дом колышущихся сосен» или «зал сосны и моря») — один из основных стилей японского карате, разработанный популяризатором и преподавателем карате Гитином Фунакоси (1868—1957) и получивший дальнейшее развитие благодаря его сыну Ёситаке Фунакоси. Направление получило название «Сётокан» от литературного псевдонима Фунакоси — Сёто. На эмблеме стиля изображен тигр.

## Происхождение
Гитин Фунакоси обучался двум популярным стилям окинавского единоборства тотэ: Сёрэй-рю и Сёрин-рю. Впоследствии он объединил и модифицировал эти два стиля. Претерпели некоторые изменения и сами ката. Его сын Ёситака Фунакоси ввёл в технику карате удары ногами в голову и соревновательную практику, отсутствовавшие в окинавском карате.
Гитин Фунакоси большое внимание уделял ритуалу, строгому соблюдению норм и следованию установленным правилам. Это вместе с заменой окинавских терминов японскими и замалчиванием китайских корней карате имело целью сделать карате составной частью будо, пронизанного японским национальным духом, основанного на самурайской культуре и традициях.
Под влиянием основателя дзюдо мастера Дзигоро Кано Фунакоси ввёл новое название — каратедо (яп., «путь карате») — и требовал отныне называть свой стиль именно так. Тем самым Гитин Фунакоси подчёркивал тот факт, что каратедо является не только боевым искусством, но и — по аналогии с дзюдо — системой физического и духовного воспитания.
Именно поэтому Сётокан называют самым академическим стилем японского карате, несущим дух будо, в отличие от модернистских стилей карате, появившихся в последнее время, возможно более практичных, но являющихся по сути всего лишь системами рукопашного боя.

## Особенности стиля
Сётокан отличается линейными перемещениями и линейным приложением силы. Стойки низкие и широкие. Блоки жёсткие. Удары руками мощные и реверсивные с включением в удар бедра. Принцип иккэн-хисацу (одним ударом — наповал) является основополагающим в Сётокан каратедо.
Программа Сётокан каратедо имеет 26 различных ката, принятых называться классическими, изучение и выполнение которых является важнейшей составляющей тренинга.
Особенно серьёзное внимание уделяется:
1. выработке жёсткого баланса, общей устойчивости, что достигается длительной отработкой низких, глубоких стоек;
2. вращательным «щелчковым» движением бедер в горизонтальной плоскости, в прямом или обратном удару направлении, что генерирует значительный момент в ударах и блоках;
3. своевременному и мгновенному включению всех групп мышц в конечной фазе удара, когда положительное ускорение мгновенно сменяется отрицательным (если это возвратное движение) или резкой остановкой, благодаря чему возникает импульс от удара или блока, или ударная волна, распространяющаяся вглубь поражаемой поверхности.

## Ката Сётокан
| Оригинальное название | Название      |  | Значение и происхождение |
|                       | Тайкёку 1-3   |  | «Великое Начало». Созданы в 40-х годах Фунакоси. Предназначены для развития силы и координации. Не относятся к категории «классических» ката. |
|                       | Хэйан 1-5     |  | «Мир и покой». В Сюри-тэ назывались Хэйва-Антэй. После модификации Итосу назвал их Пинан. Под таким названием они изучаются в Вадо-рю, Сито-рю, Кёкусинкай и др. С 1936 г. Фунакоси изменил название на Хэйан. Учебные ката, подготавливающие ученика к постижению более сложных ката. |
|                       | Тэкки 1-3     |  | «Железный всадник». Ката имитирует бой в ограниченном пространстве, где нет возможности для маневра, в лодке, в комнате, на краю обрыва. Во всех трёх вариантах используется только стойка всадника и отражение атак спереди и сбоку по принципу — стена сзади, имитируя сбивание захватов при борьбе в латах, удары на близком расстоянии (каги-цуки) и староокинавскую технику низких ударов ногами по ногам противника (фумикоми). Прежнее название Найханти. Ката воплощает основные черты Сёрэй-рю. Тэкки Сёдан — исходная форма, предположительно из Китая. Тэкки нидан и Тэкки сандан созданы Итосу. Под названием Найханти изучаются во многих стилях.                           |
|                       | Бассай-дай    |  | «Взятие Крепости». Традиционная ката во многих стилях и школах. Имеется множество интерпретаций. Под название Пассай или Бассай практикуется в Вадо-рю, Сито-рю, Итосу-кай, Исиминэ и др. Создана основателем окинавской школы Сюри-тэ Мацумура Соконом на основе некоторых китайских комплексов таолу. Мощная и динамичная ката с постоянной, быстрой сменой рук в блоках и ударах, подобно действиям при осаде замка. |
|                       | Эмпи (Энпи)   |  | «Полёт ласточки». Первоначальное название Вансу, по имени создателя ката Саппусина Вансу, впервые продемонстрировавшего её на Окинаве в 1863 году. Вариант мастера Санаэды, ученика Вансу впоследствии был модифицирован Итосу. Под названием Вансу практикуется в Вадо-рю, Сёрин-рю и в других стилях. Старейшая ката в карате-до, была очень популярна в Томари. Техника в ката значительно изменилась к нашему времени. Но остался темп смены уровня центра тяжести, и движения бедра, и исполнения техники подобно порханию ласточки вверх и вниз |
|                       | Канку-дай     |  | «Созерцание небес». Прежнее название Кусянку или Кванку по имени создателя Гунь-Сянь-цзюна. Существует множество вариантов этой ката: Канку-дай и Канку-сё в Сётокане, Кусянку в Вадо-рю, Сихана-Кусянку в Сюри-тэ, Кусянку мастеров Китаяра и Куниеси, Кокосун-Дай в стиле Санкюкай и др. Считается, что Итосу взял Кусянку за основу при создании ката ряда Хэйан (Пинан). Одно из самых зрелищных традиционных ката Окинавы. Любимая ката мастера Фунакоси, именно ката Канку-дай Гитин Фунакоси демонстрировал во время показательных выступлений в штаб-квартире и главном тренировочном зале дзюдо Кодокане. Считается, что в этой ката зашифрована вся основная техника Сётокана. |
|                       | Хангэцу       |  | «Полумесяц». Мастер Фунакоси называл её Сэйсан в книге «Рюкю кэмпо: карате». Единственная энергетическая ката в Сётокане. Происходит из Наха-тэ |
|                       | Дзиттэ        |  | «Десять рук». Также относится к Томари-тэ. Существует множество интерпретации. Характерна техника боя против нескольких противников, быстрые смены позиций и направлений действий |
|                       | Ганкаку       |  | «Журавль на утесе». Древнее название Чинто по имени создателя, китайского посланника на Окинаве. Принадлежит к стилю Сёрэй-рю. Изучается также в Сито-рю. В Сётокане изучается версия Итосу. Одна из старейших ката в карате-до. |
|                       | Нидзюсихо     |  | «24 шага». В Сито-рю, Томари-тэ называется Нисэйси. Происхождение и автор неизвестны. Также изучается в Вадо-рю. Относится предположительно к группе Арагаки, наряду с Сотин и Унсу. Это очень мощное, силовое ката. В технике превалируют удары локтями. В старом варианте, вместо ёко гэри, практиковали фумикоми. |
|                       | Тинтэ (Чинтэ) |  | «Необычные руки» (также «редкие руки» или «сумасшедшие руки»). Фунакоси называл её Сеин. Изучается в Сито-рю. Сэнсэй Канадзава относит её к ката защитных действий. Происходит из Китая. |
|                       | Сотин (Сочин) |  | «Великое умиротворение» или «непоколебимость». Ранее называлась Хакко. Изучается только в Сётокане и Сито-рю. Происхождение и автор неизвестны. |
|                       | Мэйкё         |  | «Блестящее зеркало». Прежнее название Рохай. Итосу сэнсэй разделил ката Рохай на 3 части. В Томари-тэ имеет 3 варианта. Название изменено Гитином Фунакоси . Впоследствии сэнсэй Тетсухико Асаи ввел в практику Сётокан каратедо Мэйкьё нидан, а сэнсэй Като Садошиге — Мэйкьё сандан, которые практикуются исключительно в системе IJKA. Тем самым была восстановлена целостность ката Рохай. |
|                       | Унсу          |  | «Облачная рука» или «Руки, раздвигающие облака». Происхождение и автор ката неизвестны. Возможно, это самая древняя форма. Изучается также и в Сито-рю. |
|                       | Бассай-сё     |  | Малая форма Бассай-Дай. Создана мастером Итосу. Практикуется только в Сётокане. |
|                       | Канку-сё      |  | Малая форма. Создана Итосу. Практикуется только в Сётокане. |
|                       | Ванкан        |  | «Королевская корона». Также известна под названиями Сиофу и Хито. Относится к Томари-тэ, к школе К.Мацумора. В Сито-рю изучается под названием Мацукадзэ. Самая короткая ката в Сётокане. |
|                       | Годзюсихо-дай |  | «54 шага». Фунакоси называл её Хотаку. В Сито-рю называется Усэси. |
|                       | Годзюсихо-сё  |  | Малая форма ката Годзюсихо-Дай |
|                       | Дзион         |  | Ката китайского происхождения. Относится к Томари-тэ. Существует две версии названия: 1) по имени легендарного воина-монаха, жившего в XV в. и якобы создавшего эту форму; 2) по названию монастыря Дзион-дзи в Китае, где предположительно создана эта ката. Изучается в Сётокане и Вадо-рю. |
|                       | Дзиин         |  | «Правдивая любовь» (а также имя буддистского монаха). Ещё одна ката из Томари-тэ. Гитин Фунакоси называл её Соке. Модифицирована Итосу. |

## Общие термины
- Кумитэ — «встреча рук», спарринг
- иппон кумитэ (яп. 一本組手) — учебный спарринг на один шаг
- санбон кумитэ (яп. 三本組手) — учебный спарринг на три шага
- додзё — «место, где ищется путь», тренировочный зал
- ката — «форма», технический комплекс
- киай (яп. 気合) — громкий выдох с помощью живота, сопровождающий сконцентрированный удар
- кихон — базовая техника
- осс (яп. おっすっ、おっす) — слово, сопровождающее все поклоны, а также подтверждающее готовность к бою
- оби — пояс
- рэй (яп. 礼) — поклон

## Градация поясов
| Белый (9-й кю)             |
| Жёлтый (8-й кю)            |
| Оранжевый (7-й кю)         |
| Зелёный (6-й кю)           |
| синий (5-й кю)             |
| фиолетовый (4-й кю)        |
| Светло-коричневый (3-й кю) |
| Коричневый (2-й кю)        |
| Тёмно-коричневый (1-й кю)  |
| Чёрный (1-й дан и выше)    |

В двадцатых годах XX века Фунакоси перенял систему ученических и мастерских степеней (кю и данов), разработанную основателем дзюдо Дзигоро Кано. Эта система использовала цветные пояса для обозначения степени мастерства занимающегося данным видом боевого искусства. Ранее карате имело только три цвета поясов: белый, коричневый и черный (как это принято и в настоящее время в японской системе поясов дзюдо).
В настоящее время многие школы используют систему степеней с различными цветами поясов. Наиболее распространена система, используемая Японской Ассоциацией Карате (JKA) и большинством международных ассоциаций Сётокан (см. таблицу). При этом возможны некоторые разночтения между школами, в частности, обратный порядок синего и фиолетового поясов; наличие промежуточных ступеней зеленого, синего и фиолетового поясов («цветной с полосой» или «старший цветной»); разное решение трёх коричневых поясов с 3-го по 1-й кю (оттенками от светлого к темно-коричневому, добавление к исходному коричневому сначала белой, а потом черной полосы, и другие).
В отличие от диапазона цветных (кю) поясов, где возможны разночтения между разными федерациями и школами, присуждение чёрных поясов (данов) сопровождается выдачей сертификатов международного образца, принимаемых в любой стране и школе.

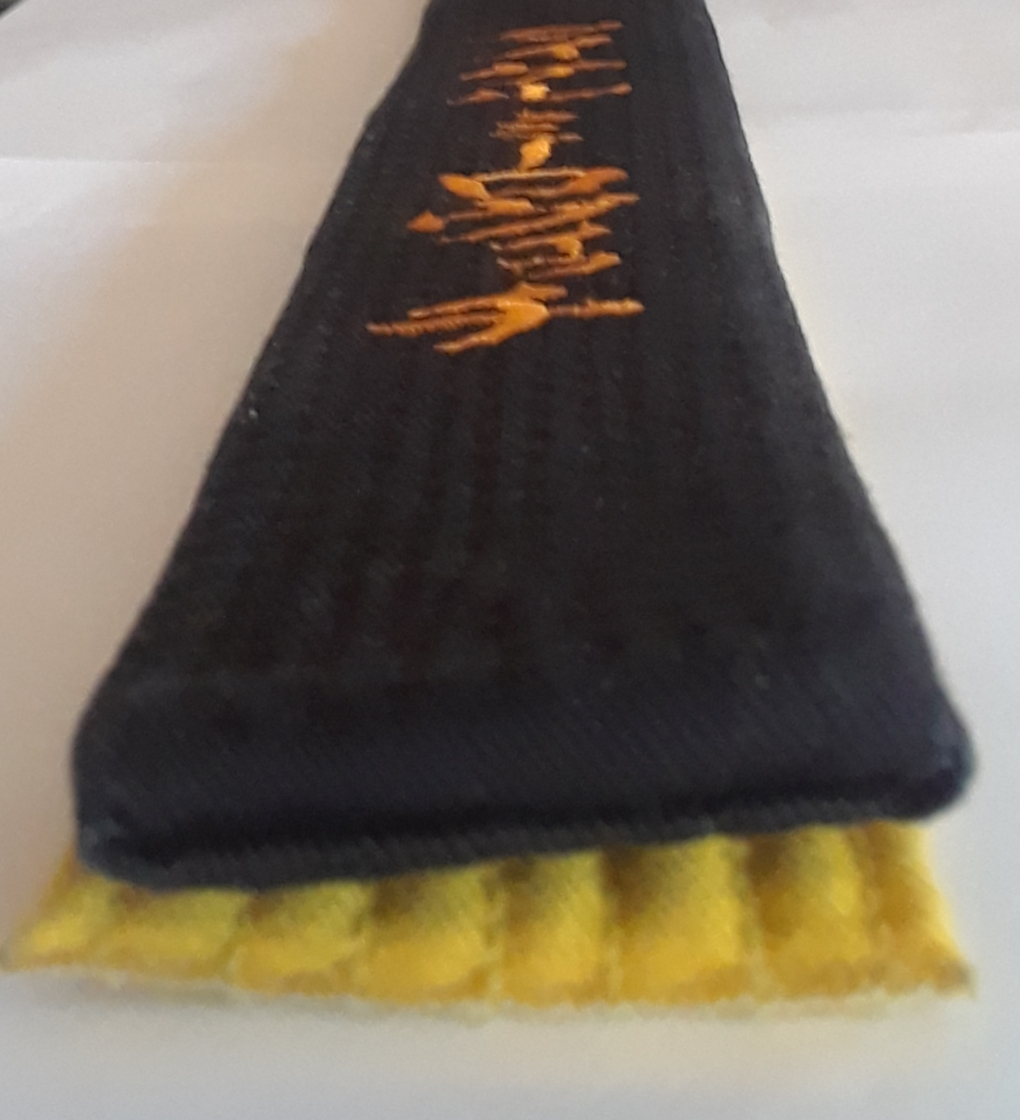
Разная толщина цветного и чёрного пояса с вышитым именем

Чёрный пояс может изготовляться с вышитым именем владельца. Технология изготовления черных поясов отличается от «цветных» ученических. В то время как цветные пояса меняются, чёрный пояс, в идеальном случае, остается один на всю жизнь, и поэтому он шьется очень толстым и прочным. В то время как цветные пояса являются просто покрашенной тканью, черный пояс не красится. В его основе лежит белый пояс, обшитый поверх тонкой черной тканью. По мере тренировок чёрная ткань поверхности истирается и рвется, сначала мало, потом все больше. Часто можно видеть, что у многих тренеров черная ткань висит на белом поясе лохмотьями — это свидетельство активных тренировок, а не неопрятности. Когда черная ткань полностью сойдет и останется чистый белый пояс — считается, что человек достиг вершин мастерства.

## Знаменитости, изучавшие сётокан
- Беар Гриллс — британский путешественник, телевизионный ведущий и писатель. Получил чёрный пояс, когда был подростком.
- Брюс Ли некоторое время брал уроки сётокана во время создания своей собственной системы (Джит Кун До), обучаясь у известного мастера Хирокадзу Канадзавы.
- Лиото Мачида — профессиональный боец ММА, экс-чемпион UFC, обладатель черного пояса JKA. Выиграл несколько любительских турниров по карате, в том числе Пан-Американский турнир по карате в 2001 году.
- Юкио Мисима — японский писатель и драматург, лауреат нобелевской премии, ученик Микио Яхары.
- Ник Моран — британский актёр, кинорежиссёр, продюсер и сценарист. Чёрный пояс карате сётокан (KWF).
- Талгат Нигматулин — советский актёр.
- Элвис Пресли изучал этот стиль во время армейской службы в Германии.
- Нил и Эдриан Реймент — актёры, игравшие роль близнецов, персонажей фильма «Матрица: Перезагрузка». Чёрные пояса карате сётокан (JKA).
- Говард Стерн имел коричневый пояс в сётокане.
- Писатель Эллестон Тревор получил чёрный пояс по сётокану в 64 года.
- Энн-Мари — британская певица и автор песен; трехкратная чемпионка мира по карате сётокан.
- Йодзи Ямамото — японский дизайнер, ученик Микио Яхары.
- Уэсли Снайпс — известный голливудский актёр, и знаток боевых искусств, помимо прочего, обладает чёрным поясом (5-й дан) по карате Сётокан.

## Организации

### Крупнейшие международные организации карате сётокан и их основатели (в алфавитном порядке)
- IJKA (International Japan Karate Association, Международная японская ассоциация карате), основана мастером Садасигэ Като (годы жизни 1943—2020)
- ISKF (International Shotokan Karate Federation, Международная федерацмя сётокан карате), основана мастером Тэруюки Окадзаки (годы жизни 1931—2020)
- ITKF (International Traditional Karate Federation, Международная федерация традиционного карате), основана мастером Хидэтакой Нисиямой (годы жизни 1928—2008)
- JKA (Japan Karate Association, Японская ассоциация карате), основана в 1957 году мастером Масатоси Накаямой (годы жизни 1913—1987)
- JKA WF (Japan Karate Association World Federation, Всемирная федерация Японской ассоциации карате), основана Мотокуни Сугиурой (родился в 1924)
- JKS (Japan Karate Shoto Federation, Японская федерация карате Сёто), основана в 2000 году мастером Тэцухико Асаи (годы жизни 1935—2006)
- JSKA (Japan Shotokan Karate Asociation, Японская ассоциация карате сётокан), основана в 2000 году мастером Кэйго Абэ (годы жизни 1938—2019)
- KWF (Karatenomichi World Federation, Всемирная федерация каратеномичи), основана в 2000 году мастером Микио Яхарой (родился в 1947)
- SKIF (Shotokan Karate-Do International Federation, Международная федерация сётокан карате-до), основана мастером Хирокадзу Канадзавой (годы жизни 1931—2019)
- WSKA (World Shotokan Karate Association, Всемирная ассоциация сётокан карате), основана в 1990
- WSKF (World Shotokan Karate-Do Federation, Всемирная федерация сётокан карате-до), основана мастером Хитоси Касуей (родился в 1948)

### Другие организации карате сётокан (в алфавитном порядке)
- ASAI (Asai Shotokan Association International), основана Кусаку Йокотой
- HDKI (Hombu Dojo Karate International), основана Скоттом Лангли
- IKS Kase Ha (International Karatedo Shotokan Kase Ha), основана Альбером Бутбулем
- FSKA (Funakoshi Shotokan Karate Association), основана Кеннетом Фунакоси
- NSKF (Nihon Shotokan Karate Federation), основана Пембой Тамангом
- WJKA (World Japan Karate Association), основана Яном Ноблом
- WTKO (World Traditional Karate Organisation), основана Ричардом Эймосом